# Aksjomat
Aksjomat, postulat, pewnik (gr. ἀξίωμα axíōma, godność, pewność, oczywistość) – jedno z podstawowych pojęć logiki matematycznej. Od czasów Euklidesa uznawano, że aksjomaty to zdania przyjmowane za prawdziwe, których nie dowodzi się w obrębie danej teorii matematycznej.
We współczesnej matematyce definicja aksjomatu jest nieco inna:
Aksjomaty są zdaniami wyodrębnionymi spośród wszystkich twierdzeń danej teorii, wybranymi tak, aby wynikały z nich wszystkie pozostałe twierdzenia tej teorii. Taki układ aksjomatów nazywany jest aksjomatyką.
Zbiór aksjomatów i ich konsekwencji to system aksjomatyczny.

## Wyjaśnienie pojęcia aksjomatu
Matematyka jest zbiorem różnych teorii (geometria euklidesowa, arytmetyka). Każda z nich operuje na specyficznym dla siebie zasobie pojęć. Matematycy mówią, że dana teoria jest wyrażona w języku opartym na określonym alfabecie.
Przykład: elementami alfabetu geometrii (termami geometrii) mogą być:
- symbol relacyjny {\displaystyle Pu(x).} Jeśli {\displaystyle Pu(x)} jest prawdą, będziemy mówili, że {\displaystyle x} to punkt.
- symbol relacyjny {\displaystyle Pr(x).} Jeśli {\displaystyle Pr(x)} jest prawdą, będziemy mówili, że {\displaystyle x} to prosta.
- symbol relacyjny {\displaystyle L(l,P).} Jeśli {\displaystyle L(l,P)} jest prawdą, będziemy mówili, że punkt {\displaystyle P} leży na prostej {\displaystyle l.}

We wcześniejszych ujęciach logiki matematycznej mówiło się, że punkt, prosta i relacja „punkt leży na prostej” są pojęciami pierwotnymi geometrii. Obecnie takie sformułowanie spotyka się coraz rzadziej.
Elementów tego alfabetu nie definiuje się formalnie podczas konstrukcji danej teorii. W danym przypadku trzeba tylko wiedzieć, że dla dowolnego rozważanego obiektu każdy z symboli relacyjnych może być prawdą lub fałszem. Konkretny sens jest im nadawany dopiero w procesie tworzenia modelu teorii, o czym dalej.
Teoria w logice jest zbiorem twierdzeń opisujących pewne relacje między jej pojęciami. Formalnie są to formuły zdaniowe, zapisywane w języku danej teorii z użyciem symboli jej języka i dodatkowo symboli logicznych, w tym kwantyfikatorów.
Przykład: twierdzenie geometryczne „Przez dwa dowolne punkty można przeprowadzić prostą” formalnie da się zapisać następująco:
{\displaystyle Pu(A)\land Pu(B)\Rightarrow \exists _{l}\;Pr(l)\land L(l,A)\land L(l,B),}
czyli: Jeśli {\displaystyle A} i {\displaystyle B} są punktami, to istnieje taka prosta {\displaystyle l,} że {\displaystyle A} oraz {\displaystyle B} leżą na {\displaystyle l.}
Niektóre z tych twierdzeń można wyprowadzić z innych twierdzeń danej teorii. Dowodząc jakiegoś twierdzenia, należy oprzeć dowód na innych twierdzeniach, które z kolei także należałoby udowodnić i tak dalej. Jeśli więc jakikolwiek dowód ma mieć skończoną długość, potrzeba jakichś zdań, których prawdziwość da się przyjąć bez dowodu. Takie zdania nazywane są aksjomatami, a ich zbiór aksjomatyką.
Dana teoria może być zaksjomatyzowana na wiele różnych sposobów; przykładem jest tu geometria euklidesowa, dla której oprócz aksjomatów Euklidesa istnieje też aksjomatyka Hilberta i von Neumanna. Te dwie ostatnie są sobie równoważne, to znaczy każdą można wyprowadzić z tej drugiej. Aksjomatyka Euklidesa jest uboższa od nich, właściwie nie opisuje pełnej teorii geometrii euklidesowej, a jedynie jej podzbiór. Przykładem twierdzenia geometrycznego niedającego się wyprowadzić z aksjomatów Euklidesa jest twierdzenie Pappusa-Pascala.
Formalnie aksjomatem może być dowolna niesprzeczna wewnętrznie formuła zdaniowa wyrażona w języku danej teorii. Wszelkie stosowane w praktyce aksjomaty są jednak zdaniami zawsze prawdziwymi w obrębie danej teorii (tautologiami), są wzajemnie niesprzeczne i odpowiadają również węższym definicjom podanym w poprzednim akapicie i na początku artykułu. Zwykle aksjomatyka jest też kategoryczna. Powody ku temu zostaną wyjaśnione w dalszej części artykułu.

## Modelowanie
Z teoriami matematycznymi związane są tzw. modele tych teorii. Stworzenie modelu oznacza określenie (zinterpretowanie) każdego z symboli języka danej teorii za pomocą symboli języka innej teorii.
Przykład: dla dwuwymiarowej geometrii euklidesowej typowym modelem jest przestrzeń kartezjańska oparta na aksjomatach arytmetyki,
gdzie:
- punkt został zinterpretowany jako para uporządkowana liczb rzeczywistych (to znaczy formalnie {\displaystyle Pu(x)} uznajemy za prawdziwe wtedy i tylko wtedy gdy {\displaystyle x} jest parą takich liczb),
- prosta została zinterpretowana jako zbiór tych par {\displaystyle (x,y),} spełniających równanie {\displaystyle (y_{A}-y_{B})(x-x_{B})-(x_{A}-x_{B})(y-y_{B})=0,}
- relacja „punkt leży na prostej” jako relacja przynależności do zbioru.

Modelowanie nie jest definiowaniem pojęć pierwotnych. Dla tej samej teorii można stworzyć różne modele, więc gdyby tak było, jedno pojęcie musiałoby mieć wiele sprzecznych definicji. Na przykład można zinterpretować punkt również jako parę uporządkowaną liczb algebraicznych (a nie liczb rzeczywistych), a prostą jako zbiór par {\displaystyle (x,y)} liczb algebraicznych spełniających równanie {\displaystyle (y_{A}-y_{B})(x-x_{B})-(x_{A}-x_{B})(y-y_{B})=0.}

## Prawdziwość
Model danej teorii musi spełniać wszystkie jej aksjomaty (tym samym w semantycznym sensie podczas modelowania zakłada prawdziwość tych aksjomatów). Wówczas wszystkie udowodnione na ich bazie twierdzenia danej teorii stosują się też do tak „przetłumaczonych” pojęć. Model jest w pewnym sensie praktycznym zastosowaniem danej teorii matematycznej.

## Niesprzeczność
Od każdego modelu wymaga się, aby spełniał wszelkie aksjomaty danej teorii, więc teoria, której aksjomaty byłyby sprzeczne z sobą nawzajem, nie miałaby żadnego modelu. Takich aksjomatyk zatem nie stosuje się.

## Niezależność
Układ aksjomatów jest niezależny, jeśli żaden z aksjomatów nie wynika z pozostałych. Nie ma formalnego wymogu, aby aksjomaty były niezależne. Nie ma formalnego ograniczenia na ich liczbę. Niektórzy matematycy uważają jednak, że eleganckie jest sformułowanie danej teorii w postaci jak najmniejszej liczby prostych i niezależnych aksjomatów. Ułatwia to tworzenie modelu danej teorii i upraszcza dowodzenie ich niesprzeczności.
Jeśli {\displaystyle A} jest skończonym zbiorem aksjomatów, to istnieje podzbiór {\displaystyle A'\subseteq A} taki, że {\displaystyle A'} jest niezależny, a jednak ma tę samą siłę, co {\displaystyle A,} tzn. każdy aksjomat w zbiorze {\displaystyle A} można udowodnić na bazie aksjomatów w {\displaystyle A'.} Jeśli {\displaystyle A} jest nieskończony, to w ogólnym przypadku nie ma takiego podzbioru, w niektórych szczególnych przypadkach może jednak istnieć.

## Zupełność
Często okazuje się, że aksjomatyka nie jest zupełna, to znaczy istnieją pewne twierdzenia, dające się wyrazić w języku dowolnego modelu danej aksjomatyki, których prawdziwości nie da się rozstrzygnąć na podstawie tego zestawu aksjomatów. Przykładowo geometria euklidesowa była pierwotnie zaksjomatyzowana przez Euklidesa, okazało się jednak, że jego aksjomatyka była zbyt uboga i nie pozwalała udowodnić pewnych prawdziwych twierdzeń geometrycznych (np. twierdzenia Desargues’a i twierdzenia Pappusa). Powstała kolejna aksjomatyka, a mianowicie aksjomatyka Hilberta.
Z powodów praktycznych aksjomatów powinno być na tyle dużo, aby prawdziwość wszelkich „ważnych” twierdzeń danej teorii dało się rozstrzygnąć na ich podstawie. Kryterium ważności jest tu subiektywne – teoria, w której żadne zdanie nie daje się rozstrzygnąć, jest formalnie poprawna, lecz bezużyteczna. Nie musi to oznaczać rozstrzygalności wszystkich możliwych twierdzeń danej teorii, choć byłby to stan idealny; twierdzenie Gödla mówi jednak, że nawet dla tak prostej teorii jak arytmetyka istnieją twierdzenia, których nie da się wyprowadzić z jej aksjomatów. Co więcej, nie da się uzupełnić zbioru aksjomatów arytmetyki skończoną liczbą nowych aksjomatów, tak aby był już do tego wystarczający.

## Kategoryczność
Aksjomatykę nazywamy kategoryczną, jeśli wszystkie jej modele są izomorficzne. Oznacza to, że dany zestaw aksjomatów jednoznacznie określa wszystkie cechy definiowanych obiektów. Jeśli aksjomatyka nie jest kategoryczna, można zbudować dwa różne modele, które będą ją spełniały, jednak będą się różnić właściwościami, dającymi się opisać w języku danej teorii.

## Historia
Pierwszym uczonym postulującym stosowanie aksjomatycznej budowy teorii matematycznych był Platon. Pierwszą prawdziwą aksjomatyką było pięć aksjomatów Euklidesa podanych w Elementach.
Podwaliny teorii modeli i tym samym nowe ujęcie logiki matematycznej położyli w latach 30. XX wieku Alfred Tarski i Kurt Gödel.